# Чорна діра (Доктор Хаус)
«Чорна діра» (англ. Black Hole)  — п'ятнадцята серія шостого сезону американського телесеріалу «Доктор Хаус». Прем'єра епізоду проходила на каналі FOX 15 березня 2010. Доктор Хаус і його нова команда мають врятувати дівчину, яка приховувала від свого хлопця сексуальні стосунки з іншим чоловіком.

## Сюжет
Під час уроку з астрономії у 17-річної Еббі рідина в легенях перекриває дихання. В лікарні команда дізнається, що дівчина вживає алкоголь. Форман вважає, що алкоголь спричинив серцеву недостатність. Тринадцята пропонує зробити трансстравохідне ЕХО і Хаус з нею погоджується, проте процедура може призвести до розриву серця. Проблема виникає і Тринадцята ледве повертає дівчину до життя. Версію з алкоголем відкинуто, а Тринадцята думає, що в Еббі алергія на сім'я її хлопця. Команда бере зразок і проводить тест, проте у сечу потрапляє кров і починають відмовляти нирки. Алергія не підтверджується.
Чейз думає, що у дівчини рак і команда проводить повний огляд тіла. Під час МРТ в Еббі починається галюцинація, що вказує на проблеми з мозком. Хаус вважає, що якщо команда зрозуміє сенс галюцинацій, то зможе поставити діагноз. Він наказує провести тест з програмою когнітивного розпізнавання образів. Проте Форман проти наукової фантастики та пропонує зробити МР-анограму з контрастом на предмет аневризми. Хаус знає, що вона буде негативна і наказує провести обидві процедури. Згодом в Еббі виникає напад. Прийшовши до тями пацієнтка каже, що бачила маленьку себе, яка розмовляла з теперішньою версію. Команда проводить тест з розпізнавання образів підсвідомості й розуміє, що дівчина думає про батька, який помер, коли їй було 8 років. Оскільки батько загинув в авіакатастрофі, команда знову повертається до початку.
Форман вважає, що в епіфізі пухлина і Хаус наказує зробити обертове ЕХО-МРТ. Результат негативний, а Хаус розуміє, що у програмі з розпізнання думок, команда бачила не батька Еббі, а батька її хлопця. Він дізнається, що той побував у багатьох країнах світу і через сексуальні стосунки заразив 17-річну подругу свого сина церебральним цистосомазом. Команда починає лікування і дівчина одужує.